# Кремлёвская
«Кремлёвская» (тат. Кремль) — станция Центральной линии Казанского метрополитена, до 30 декабря 2010 года конечная. Расположена между станциями «Площадь Тукая» и «Козья слобода».
Открыта 27 августа 2005 года в составе первого пускового участка Казанского метрополитена «Горки» — «Кремлёвская».

## Расположение
Станция расположена возле Казанского Кремля, в начале улиц Баумана и Профсоюзная.
Имеются два вестибюля — южный и северный.
- Южный вестибюль, временно не работавший с 2006 года из-за малого пассажиропотока всё время, за исключением Дня Республики и Города (30 августа), имеет два выхода: один выход — на начало пешеходной улицы Баумана и в недостроенную подземную галерею под ней; второй выход — через два неработающих эскалатора и неоткрытую надземную галерею к перекрёстку улиц Профсоюзная и Чернышевского. 9 декабря 2017 года открыт для постоянной работы.
- Северный вестибюль имеет два эскалатора и соединяется с поверхностью через три выхода: первый выход находится южнее и дальше от Кремля, чем остальные, и выводит к реке Булак (на улицу Право-Булачная), два других выхода ведут на площадь Тысячелетия и спуск к ней от площади 1 Мая по разные стороны от проезда, пролегающего вдоль подножия кремлёвского холма.

- Исторический вид местности, на которой сейчас располагаются выходы со станции метро «Кремлёвская» (начало XX в.)
- Один из входов станции на фоне Казанского Кремля

## Конструкция станции
Станция односводчатая мелкого заложения с одной островной платформой.
В архитектуре станции присутствуют мотивы Казанского Кремля, потолки и стилизованные под крепостные стены украшены мозаикой с фольклорными изображениями.
Станция расположена внутри Кремлёвского холма, при этом уровень платформы примерно совпадает с уровнем площади Тысячелетия.

## Расположенные у метро объекты
- Казанский кремль
- КРК «Пирамида»
- Иоанно-Предтеченский монастырь
- Центральный стадион
- Казанский цирк
- Национальный музей Республики Татарстан

## Привязка общественного транспорта

### Автобус
| №   | Пересадки                                | Конечный пункт 1    | Конечный пункт 2           |
| --- | ---------------------------------------- | ------------------- | -------------------------- |
| 15  | Козья слобода                            | Улица Адоратского   | Комбинат «Здоровье»        |
| 29  | Площадь Тукая                            | Улица Гудованцева   | Строительный институт      |
| 35  | Площадь Тукая Козья слобода Яшьлек       | Улица Гаврилова     | кольцевой                  |
| 35а | Площадь Тукая Козья слобода              | Авторынок           | кольцевой                  |
| 47  | Горки Площадь Тукая Козья слобода Яшьлек | Улица Батыршина     | Деревня Универсиады        |
| 74  | Площадь Тукая Козья слобода              | 10-й микрорайон     | Дворец водных видов спорта |
| 75  | Козья слобода                            | Комбинат «Здоровье» | Универсам № 2              |

### Троллейбус
| № | Пересадки            | Конечный пункт 1 | Конечный пункт 2 |
| - | -------------------- | ---------------- | ---------------- |
| 2 | Козья слобода Яшьлек | Площадь Тукая    | кольцевой        |